# 鹿児島市立皇徳寺小学校
鹿児島市立皇徳寺小学校（かごしましりつこうとくじしょうがっこう）は鹿児島県鹿児島市皇徳寺台二丁目にある市立小学校。

## 概要
鹿児島市の南部にある小学校であり、皇徳寺台の東部に位置している。1991年（平成3年）に鹿児島市立宮川小学校の校区の一部より分離され開校した。

## 沿革
- 1991年（平成3年）4月1日 鹿児島市立宮川小学校から分離・開校。
- 1993年（平成5年）3月16日 増築校舎完成。
- 1994年（平成6年）11月20日 鹿児島県児童生徒作曲コンクール学校賞受賞。
- 1995年（平成7年）2月20日 全国教育美術展学校賞受賞。
  - 8月18日 NHK合唱コンクール審査員特別賞受賞。
- 1998年（平成10年）学校保健統計調査文部大臣賞受賞。
- 2006年（平成18年）8月9日「ニコニコ月間」作品コンクール標語の部学校賞受賞。

## 通学区域
- 皇徳寺台一丁目から三丁目の全域
- 山田町の一部

## 著名な関係者

### 出身者
- 柏木由紀（AKB48）
- 上白石萌音（女優）
- 上白石萌歌（女優）